# Anomis dealbata
Anomis dealbata là một loài bướm đêm trong họ Erebidae.